# Михайлюк Володимир Якович
Володимир Якович Михайлю́к (нар. 17 квітня 1921, Велика П'ятигірка — пом. 1 липня 1994, Івано-Франківськ) — український графік; член Спілки художників України з 1962 року.

## Біографія
Народився 17 квітня 1921 року в селі Великій П'ятигірці (тепер Бердичівський район Житомирської області, Україна). Українець. Брав участь у німецько-радянській війні. Нагороджений орденом Вітчизняної війни І ступеня (6 квітня 1985), медалями «За відвагу» (22 квітня 1945), «За взяття Берліна» (9 червня 1945), «За визволення Праги» (9 червня 1945). Член ВКП(б) з 1946 року.
1953 року закінчив Львівський інститут прикладного та декоративного мистецтва (викладачі Іван Гуторов, Вітольд Манастирський, Семен Лазеба, Роман Сельський).
Жив в Івано-Франківську, в будинку на вулиці Понишева № 3, квартира 2. Помер в Івано-Франківську 1 липня 1994 року.

## Творчість
Працював в галузі станкової, книжкової, прикладної графіки, створював плакати, портрети, екслібриси. Серед робіт:
- ілюстрації до книги «Лесь Мартович сміється» Володимира Бандурака (1961, Станіслав);
- плакати:
  - «На нові подвиги, комсомол!» (1958);
  - «Народ і армія єдині» (1965);
  - «Я — син народу, що вгору йде» (1966);
  - Люди, бережіть мир!» (1967);
- станкова графіка:
  - «Верховинець» (1959);
  - «Т. Г. Шевченко» (1964);
  - «Ветеран Г. Дяков» (1985).

Брав участь у республіканських та всесоюзних виставках з 1957 року.